# Agardhiella grossui
Agardhiella grossui е вид охлюв от семейство Argnidae. Видът е почти застрашен от изчезване.

## Разпространение
Разпространен е в Румъния.